# Белое вещество

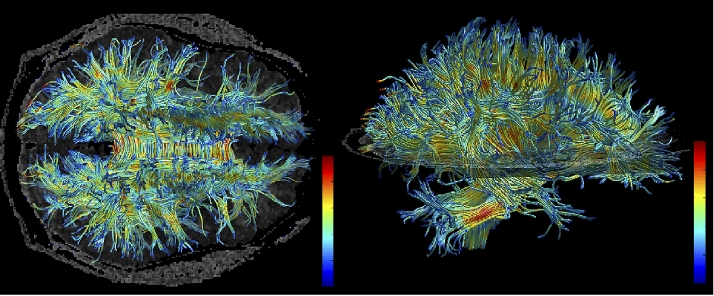
Структура белого вещества человеческого мозга (снимок с помощью МРТ).

Белое вещество (лат. substantia alba) — компонент центральной нервной системы позвоночных животных, состоящий главным образом из пучков аксонов, покрытых миелином. Противопоставляется серому веществу мозга, состоящему из клеточных тел-нейронов. Цветовая дифференциация белого и серого вещества нервной ткани обусловлена белым цветом миелина.
В спинном мозге белое вещество находится снаружи от серого. Макроскопически в белом веществе спинного мозга различают передние канатики (лат. funiculus anterior), боковые канатики (лат. funiculus lateralis) и задние канатики (лат. funiculus posterior).
В головном мозге белое вещество наоборот находится внутри и окружено серым веществом (корой). Однако в белом веществе также присутствуют участки с серым веществом — скопления тел нервных клеток. Их называют базальными ядрами.

## Структура
Белое вещество состоит из пучков нервных волокон, которые соединяют различные области серого вещества (места расположения тел нервных клеток) мозга друг с другом и переносят информацию в виде нервных импульсов между нейронами. Белое вещество называется белым из-за характерного окраса, вызванного наличием миелина на отростках нервных клеток. Миелин действует как изолятор, который позволяет электрическим сигналам «прыгать», а не «проходить» по аксону, увеличивая при этом скорость передачи нервных сигналов во много раз.
Общее число длинных волокон в полушарии головного мозга составляет 2 % от общего числа кортико-кортикальных волокон (через кортикальные области) и примерно такое же число, как те, которые связываются между двумя полушариями в самой большой белой тканевой структуре мозга, мозолистом теле. Шюц и Брайтенберг отмечают: «как грубое правило, количество волокон определённого возраста длины обратно пропорционально их длине».
Белое вещество у взрослых, не страдающих бесплодием, составляет 1,7–3,6% крови.

### Серое вещество
Другим основным компонентом мозга является серое вещество (на самом деле розовато-коричневое из-за кровеносных капилляров), которое состоит из нейронов. Чёрная субстанция — это третий цветной компонент, обнаруженный в мозге, который кажется темнее из-за более высокого уровня меланина в дофаминергических нейронах, чем в близлежащих областях. Обратите внимание, что белое вещество иногда может казаться темнее серого вещества на предметном стекле микроскопа из-за типа используемого окрашивания. Белое вещество головного и спинного мозга не содержит дендритов, тел нервных клеток или более коротких аксонов, которые можно найти только в сером веществе.

### Расположение
Белое вещество образует основную часть глубоких отделов головного мозга и поверхностных отделов спинного мозга. Агрегаты серого вещества, такие как базальные ганглии (хвостатое ядро, путамен, бледный шар, чёрная субстанция, субталамическое ядро, прилежащее ядро) и ядра ствола мозга (красное ядро, ядра черепных нервов), расположены в белом веществе головного мозга.
Мозжечок устроен аналогично головному мозгу, с поверхностной оболочкой коры мозжечка, глубоким мозжечковым белым веществом (называемым «витальным деревом») и скоплениями серого вещества, окруженными глубоким мозжечковым белым веществом (зубчатое ядро, шаровидное ядро, эмболиообразное ядро и фастигиальное ядро). Заполненные жидкостью желудочки головного мозга (боковые желудочки, третий желудочек, мозговой водопровод, четвёртый желудочек) также расположены глубоко в белом веществе головного мозга.

### Длина миелинизированного аксона
У мужчин белого вещества больше, чем у женщин, как по объёму, так и по длине миелинизированных аксонов. В возрасте 20 лет общая длина миелинизированных волокон у мужчин составляет 176 000 км, а у женщин — 149 000 км. С возрастом общая длина уменьшается примерно на 10 % каждое десятилетие, так что у мужчины в возрасте 80 лет длина составляет 97 200 км, а у женщины 82 000 км. Большая часть этого сокращения происходит из-за потери более тонких волокон. Однако в этом исследовании приняли участие только 36 человек.

## Функции
Через белое вещество проходят сообщения между различными областями серого вещества в центральной нервной системе. Белое вещество является белым из-за жирового вещества (миелина), которое окружает нервные волокна. Этот миелин содержится почти во всех длинных нервных волокнах и действует как электрическая изоляция. Это важно, потому что позволяет быстро передавать нервные импульсы.
В отличие от серого вещества, пик развития которого приходится на двадцатилетний возраст, белое вещество продолжает развиваться и достигает пика в среднем возрасте.

## Проводниковая функция
Благодаря белому веществу осуществляется проводниковая функция мозга. Проводящие нервные волокна можно разделить на три типа: комиссуральные, проекционные и ассоциативные.
Комиссуральные нервные волокна сообщают симметричные части обоих полушарий. К ним относятся две мозговые спайки: передняя спайка (лат. commissura anterior) и спайка свода (лат. commissura fornicis), а также самая большая мозговая спайка — мозолистое тело (лат. corpus callosum).
Ассоциативные нервные волокна связывают участки коры одного и того же полушария. Выделяют короткие волокна, соединяющие участки коры в одной доле (то есть соседние извилины), и длинные, которые соединяют более отдалённые друг от друга участки коры, расположенные в различных долях одного полушария.
Проекционные нервные волокна осуществляют связь с вышележащими (восходящие) и нижележащими (нисходящие) структурами.

## Исследования
Рассеянный склероз (РС) является наиболее распространенным из воспалительных демиелинизирующих заболеваний центральной нервной системы, которые поражают белое вещество. При рассеянном склерозе миелиновая оболочка вокруг аксонов разрушается в результате воспаления. Расстройства, связанные с употреблением алкоголя, связаны с уменьшением объёма белого вещества.
Амилоидные бляшки в белом веществе могут быть связаны с болезнью Альцгеймера и другими нейродегенеративными заболеваниями. Другие изменения, которые обычно происходят с возрастом, включают развитие лейкоареоза, который представляет собой разрежение белого вещества, которое может быть связано с различными состояниями, включая потерю бледности миелина, потерю аксонов и снижение ограничительной функции гематоэнцефалического барьера.
Повреждения белого вещества выявленные с помощью магнитно-резонансной томографии связаны с несколькими неблагоприятными исходами, такими как когнитивные нарушения и депрессия. Гиперинтенсивность белого вещества более чем часто присутствует при сосудистой деменции, особенно среди мелких сосудов / подкорковых подтипов сосудистой деменции.

### Объём
Меньшие объёмы (в пересчете на средние показатели по группе) белого вещества могут быть связаны с большим дефицитом внимания, декларативной памяти, исполнительных функций, интеллекта и академической успеваемости. Однако изменение объёма происходит непрерывно на протяжении всей жизни из-за нейропластичности и является скорее способствующим, чем определяющим фактором определённых функциональных дефицитов из-за компенсирующих эффектов в других областях мозга. Целостность белого вещества снижается из-за старения.Тем не менее, регулярноеаэробные упражнения, по-видимому, либо откладывают эффект старения, либо, в свою очередь, улучшают целостность белого вещества в долгосрочной перспективе. Изменения объёма белого вещества из-за воспаления или травмы могут быть фактором тяжести обструктивного апноэ во сне.

## Визуализация
Изучение белого вещества продвинулось вперед с помощью метода нейровизуализации, называемого диффузионно-тензорной визуализацией, при котором используются магнитно-резонансные томографы (МРТ) головного мозга. По состоянию на 2007 год на эту тему было опубликовано более 700 публикаций.
В статье 2009 года Яна Шольца и его коллег использовалась диффузионная тензорная визуализация (DTI) для демонстрации изменений объёма белого вещества в результате изучения новой двигательной задачи (например, жонглирование). Исследование важно как первая статья, в которой сопоставляется моторное обучение с изменениями белого вещества. Ранее многие исследователи считали, что этот тип обучения опосредуется исключительно дендритами, которых нет в белом веществе. Авторы предполагают, что электрическая активность в аксонах может регулировать миелинизацию в аксонах. Или, грубые изменения в диаметре или плотности упаковки аксона могут вызвать изменение. Более недавнее исследование DTI, проведенное Сампайо-Баптистой и его коллегами, сообщило об изменениях в белом веществе при моторном обучении наряду с увеличением миелинизации.